# Fondation du grand prix d'horlogerie de Genève
 (février 2024).

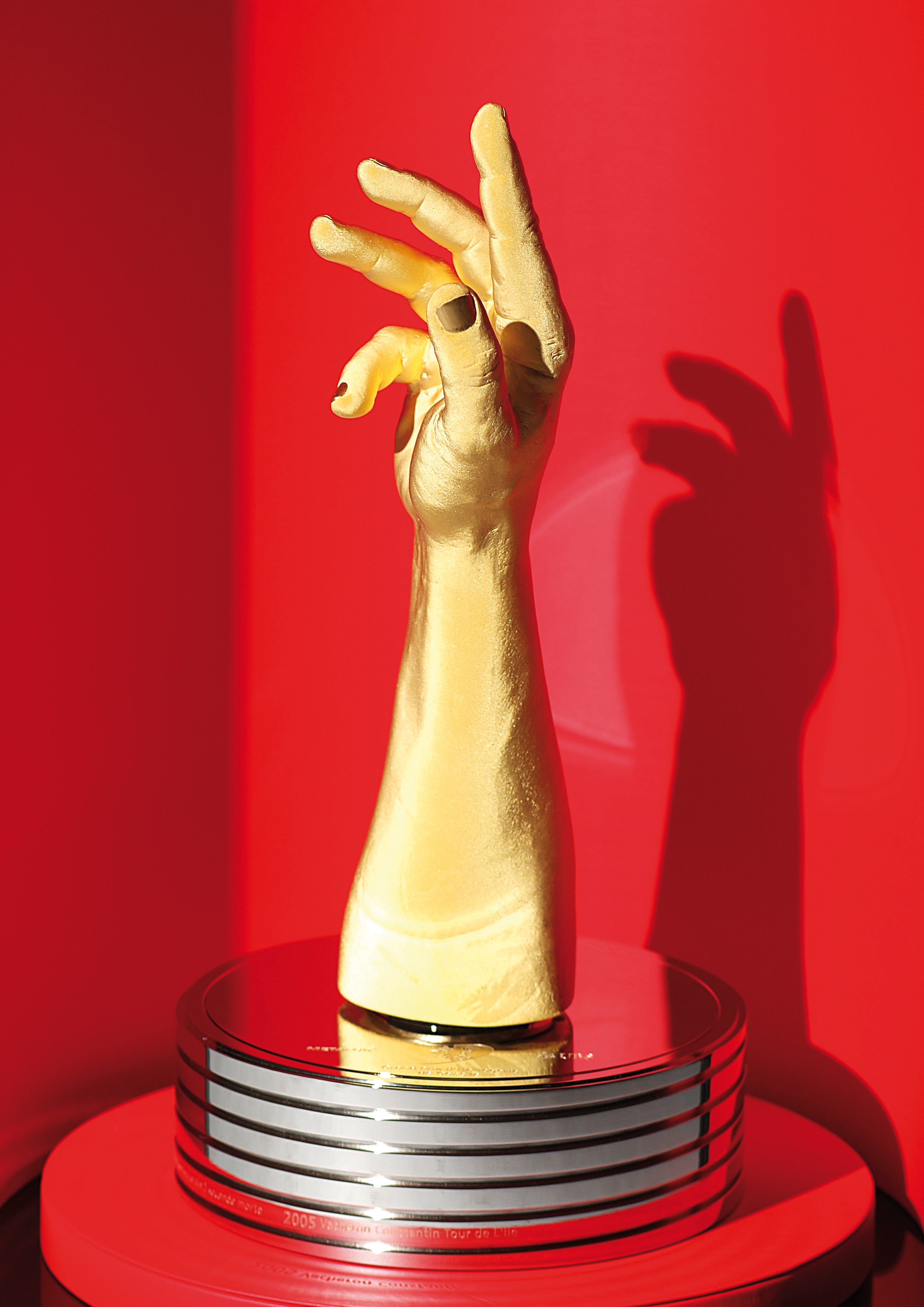
GPHG Trophée.

Créé en 2001, le Grand Prix d'Horlogerie de Genève (GPHG) est une fondation de droit suisse reconnue d'utilité publique depuis 2011. Elle organise chaque année une cérémonie de remise de prix, à Genève en novembre.
Le GPHG a pour mission de mettre en valeur et de saluer annuellement l’excellence des productions horlogères contemporaines au niveau international en décernant des prix à des créations et à des acteurs de l’industrie dont la créativité ou la contribution ont marqué les esprits. Instrument de promotion fédérateur, il met annuellement en compétition plusieurs centaines de montres et horloges mécaniques (« garde-temps ») commercialisées durant l’année et décerne des récompenses qui participent à valoriser les traditions, les métiers et les valeurs de la culture horlogère patrimoniale.
Le Grand Prix d’Horlogerie de Genève est un prix horloger international reconnu, qui se voit comme « le plus exhaustif et le mieux structuré ». Parfois comparé à des « Oscars » de l’horlogerie, le GPHG est un événement incontournable dans le calendrier horloger et une des plus célèbres vitrines médiatiques de la branche.

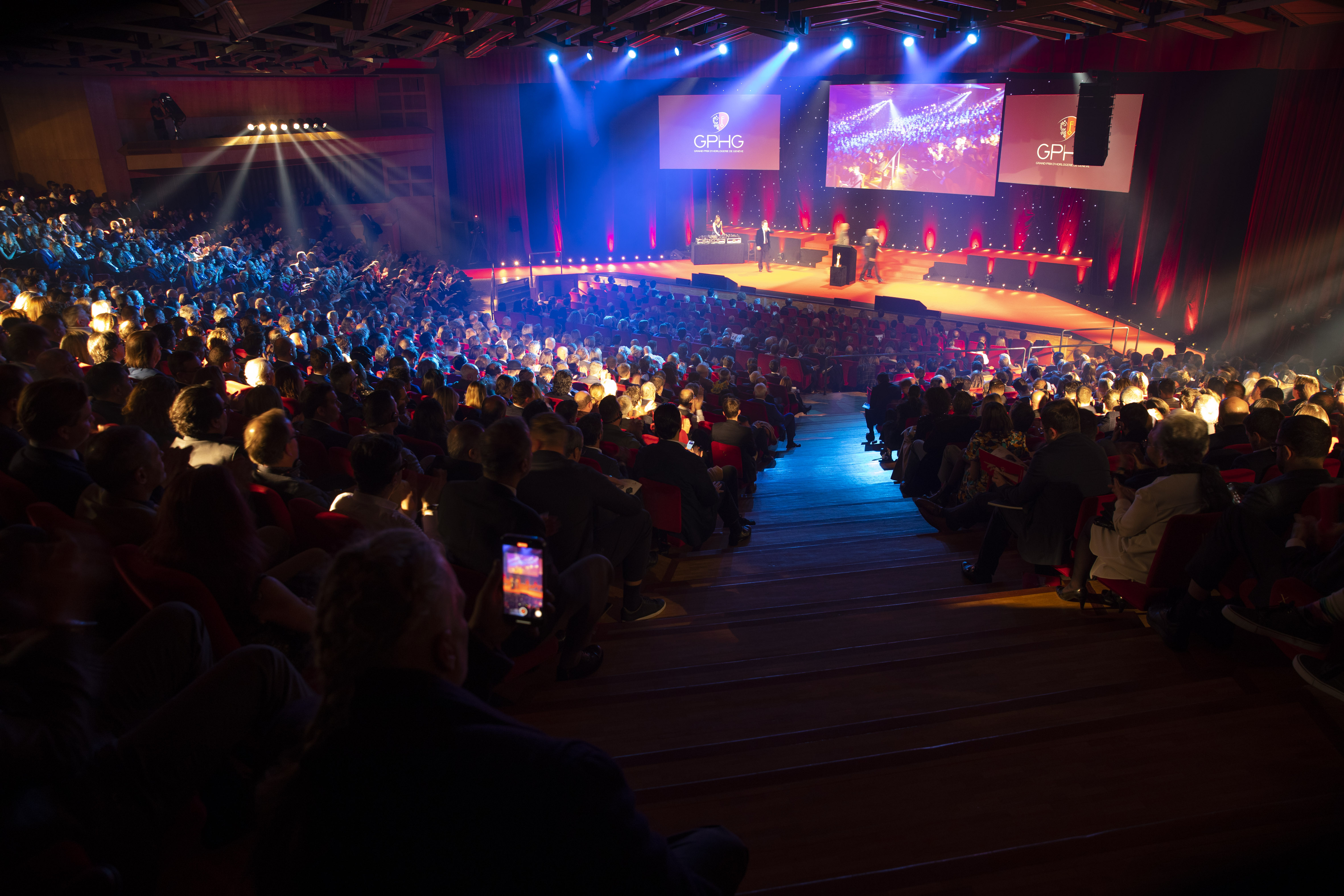
Cérémonie de remise des prix au Théâtre du Léman, 6 novembre 2023.

## La cérémonie
La cérémonie de remise des prix du GPHG rassemble chaque année en novembre, l'élite de la profession horlogère internationale, plus de mille trois cent invités venus célébrer la vitalité de l'Art horloger.
La cérémonie de remise des Prix est retransmise en direct sur le site du GPHG et par différents médias partenaires (entre autres Euronews, Hantang Culture, WorldTempus, Hodinkee, Europastar, Quillandpad).
La cérémonie de remise des prix est suivie d'un dîner de gal exclusif réunissant environ 300 personnes, les dirigeants des grandes marques et leurs invités.
| Édition | Date        | Maître de cérémonie                                      | Grand prix de l'aiguille d'or                                                      | Lieu - Genève    |
| ------- | ----------- | -------------------------------------------------------- | ---------------------------------------------------------------------------------- | ---------------- |
| 2024    | 13 novembre | Carole Bouquet                                           | IWC Schaffhausen, Portugieser Eternal Calendar                                     | Théâtre du Léman |
| 2023    | 9 novembre  | Edouard Baer                                             | Audemars Piguet, Code 11.59 by Audemars Piguet Ultra-Complication Universelle RD#4 | Théâtre du Léman |
| 2022    | 10 novembre | Édouard Baer                                             | MB&F Legacy Machine Sequential Evo                                                 | Théâtre du Léman |
| 2021    | 4 novembre  | Édouard Baer                                             | Bulgari, Octo Finissimo                                                            | Théâtre du Léman |
| 2020    | 12 novembre | Édouard Baer                                             | Piaget, Altiplano Ultimate Concept                                                 | Théâtre du Léman |
| 2019    | 9 novembre  | Édouard Baer, Alka Balbir et le pianiste Gérard Daguerre | Audemars Piguet, Royal Oak Quantième Perpétuel Ultra-plat Automatique              | Théâtre du Léman |
| 2018    | 9 novembre  | Édouard Baer et Véronic DiCaire                          | Bovet 1822, Récital 22 Grand Récital                                               | Théâtre du Léman |
| 2017    | 8 novembre  | Édouard Baer et Lauriane Gilliéron                       | Chopard, L.U.C Full Strike                                                         | Théâtre du Léman |
| 2016    | 10 novembre | Frédéric Beigbeder et Gaspard Proust                     | Ferdinand Berthoud, Chronomètre Ferdinand Berthoud FB1                             | Théâtre du Léman |
| 2015    | 29 octobre  | Frédéric Beigbeder et Gaspard Proust                     | Greubel Forsey, Tourbillon 24 Secondes Vision                                      | Grand Théâtre    |
| 2014    | 31 octobre  | Frédéric Beigbeder et Mélanie Winiger                    | Breguet, Classique Chronométrie                                                    | Grand Théâtre    |
| 2013    | 15 novembre | Frédéric Beigbeder                                       | Girard-Perregaux, Échappement Constant L.M.                                        | Grand Théâtre    |

## Le palmarès
L'excellence, l'innovation et le savoir-faire horloger sont salués par un jury international issu de l’Académie du GPHG qui outre la vingtaine de prix, décerne le Grand Prix de l'Aiguille d'Or qui récompense le meilleur garde-temps toutes catégories confondues, jugé également le plus représentatif de l'industrie horlogère.

### Palmarès du grand prix de l'aiguille d'or depuis 2001
| Édition | Marque              | Modèle récompensé                                                  |
| ------- | ------------------- | ------------------------------------------------------------------ |
| 2001    | Vacheron Constantin | Lady Kalla                                                         |
| 2002    | Patek Philippe      | 5102 Ciel Lune                                                     |
| 2003    | Patek Philippe      | 5101P « 10 jours Tourbillon »                                      |
| 2004    | F.P. Journe         | Tourbillon Souverain à seconde morte                               |
| 2005    | Vacheron Constantin | Tour de l'Île                                                      |
| 2006    | F.P. Journe         | Sonnerie Souveraine                                                |
| 2007    | Richard Mille       | RM 012                                                             |
| 2008    | F.P. Journe         | Centigraphe Souverain                                              |
| 2009    | A. Lange & Söhne    | Lange Zeitwerk                                                     |
| 2010    | Greubel Forsey      | Double Tourbillon 30° Édition Historique                           |
| 2011    | De Bethune          | DB28                                                               |
| 2012    | TAG Heuer           | Mikrogirder                                                        |
| 2013    | Girard-Perregeaux   | Échappement Constant L.M.                                          |
| 2014    | Breguet             | Classique Chronométrie                                             |
| 2015    | Greubel Forsey      | Tourbillon 24 secondes Vision                                      |
| 2016    | Ferdinand Berthoud  | Chronomètre Ferdinand Berthoud FB1                                 |
| 2017    | Chopard             | L.U.C. Full Strike                                                 |
| 2018    | Bovet 1822          | Récital 22 Grand Récital                                           |
| 2019    | Audemars Piguet     | Royal Oak Quantième Perpétuel Ultra-plat Automatique               |
| 2020    | Piaget              | Altiplano Ultimate Concept                                         |
| 2021    | Bvlgari             | Octo Finissimo                                                     |
| 2022    | MB&F                | Legacy Machine Sequential Evo                                      |
| 2023    | Audemars Piguet     | Code 11.59 by Audemars Piguet Ultra- Complication Universelle RD#4 |
| 2024    | IWC Schaffhausen    | Portugieser Eternal Calendar                                       |

### Marques récompensées par année et par ordre alphabétique
| Marque                                  | Année de l'obtention                                                                                                |
| --------------------------------------- | --- |
| A. Lange & Söhne                        | Aiguille d'or en 2009. Marque récompensée en 2013, 2014. Prix spécial du jury en 2004, 2006                         |
| Atelier Akrivia                         | Marque récompensée en 2018, 2022                                                                                    |
| Antoine Prezioso                        | Marque récompensée en 2015, 2018                                                                                    |
| Audemars Piguet                         | Aiguille d'Or en 2019, 2023. Marque récompensée en 2001, 2002, 2003, 2007, 2008, 2009, 2011, 2015, 2016, 2021, 2023 |
| Berneron                                | Marque récompensée en 2024                                                                                          |
| Bernhard Lederer                        | Marque récompensée en 2021, 2024                                                                                    |
| Blancpain                               | Marque récompensée en 2001, 2004, 2014, 2015                                                                        |
| Boucheron                               | Marque récompensée en 2011                                                                                          |
| Bovet 1822                              | Aiguille d'Or en 2018. Marque récompensée en 2020, 2023, 2024                                                       |
| Breguet                                 | Aiguille d'Or en 2014. Marque récompensée en 2002, 2003, 2006. Prix spécial du Jury en 2005                         |
| Breitling                               | Marque récompensée en 2020                                                                                          |
| Bvlgari                                 | Aiguille d'Or en 2021. Marque récompensée en 2014, 2019, 2020, 2022, 2023                                           |
| Cartier                                 | Marque récompensée en 2002, 2003, 2005, 2006, 2007                                                                  |
| Chanel                                  | Marque récompensée en 2012, 2013, 2016, 2017, 2018, 2019                                                            |
| Charles Girardier                       | Marque récompensée en 2020                                                                                          |
| Chopard                                 | Aiguille d'Or en 2017. Marque récompensée en 2003, 2006, 2010, 2012, 2013, 2021, 2024                               |
| Christiaan Van Der Klaauw               | Marque récompensée en 2021                                                                                          |
| Christophe Claret                       | Marque récompensée en 2014                                                                                          |
| Christopher Ward London                 | Marque récompensée en 2023                                                                                          |
| CIGA Design                             | Marque récompensée en 2021                                                                                          |
| Concord                                 | Marque récompensée en 2008                                                                                          |
| Czapek Genève                           | Marque récompensée en 2016                                                                                          |
| Daniel Roth                             | Marque récompensée en 2024                                                                                          |
| De Bethune                              | Aiguille d'Or en 2011. Marque récompensée en 2014, 2018, 2021, 2024                                                 |
| De Grisogono                            | Marque récompensée en 2009                                                                                          |
| DeWitt                                  | Marque récompensée en 2005                                                                                          |
| Dior Montres                            | Marque récompensée en 2023                                                                                          |
| Eberhard & Co.                          | Marque récompensée en 2016                                                                                          |
| Furlan Marri                            | Marque récompensée en 2021                                                                                          |
| F.P. Journe                             | Aiguille d'Or en 2004, 2006, 2008. Marque récompensée en 2003, 2005, 2010. Prix Spécial du Jury en 2002             |
| Fabergé                                 | Marque récompensée en 2015, 2016                                                                                    |
| Ferdinand Berthoud                      | Aiguille d'Or en 2016. Marque récompensée en 2019, 2020, 2022, 2023                                                 |
| Franck Muller                           | Marque récompensée en 2002, 2003, 2004, 2005                                                                        |
| Genus                                   | Marque récompensée en 2019                                                                                          |
| Girard-Perregaux                        | Aiguille d'Or en 2013. Marque récompensée en 2004, 2015, 2016                                                       |
| Grand Seiko                             | Marque récompensée en 2022                                                                                          |
| Greubel Forsey                          | Aiguille d'or en 2010, 2015. Marque récompensée en 2009, 2017, 2018, 2020                                           |
| Grönefeld                               | Marque récompensée en 2014, 2016, 2022                                                                              |
| Gucci                                   | Marque récompensée en 2001                                                                                          |
| H. Moser & Cie.                         | Marque récompensée en 2006, 2020, 2022, 2024                                                                        |
| Habring2                                | Marque récompensée en 2012, 2013, 2015, 2018,                                                                       |
| Harry Winston                           | Marque récompensée en 2003, 2007, 2009                                                                              |
| Hautlence                               | Marque récompensée en 2023                                                                                          |
| Hermès                                  | Marque récompensée en 2011, 2015, 2018, 2019, 2022                                                                  |
| Hublot                                  | Marque récompensée en 2005, 2007, 2009, 2014, 2015                                                                  |
| HYT                                     | Marque récompensée en 2012                                                                                          |
| IWC Schaffhausen                        | Aiguille d'or en 2024                                                                                               |
| Jaeger-LeCoultre                        | Marque récompensée en 2004, 2005, 2008. Prix Spécial du Jury 2003, 2007                                             |
| Jaquet Droz                             | Marque récompensée en 2015                                                                                          |
| Konstantin Chaykin                      | Marque récompensée en 2018                                                                                          |
| Krayon                                  | Marque récompensée en 2018, 2022                                                                                    |
| Kudoke                                  | Marque récompensée en 2019, 2024                                                                                    |
| Laurent Ferrier                         | Marque récompensée en 2010, 2015, 2018, 2023, 2024                                                                  |
| L'Épée 1839                             | Marque récompensée en 2023                                                                                          |
| Leroy                                   | Marque récompensée en 2001                                                                                          |
| Longines                                | Marque récompensée en 2017, 2002                                                                                    |
| Louis Vuitton                           | Marque récompensée en 2021                                                                                          |
| M.A.D Editions                          | Marque récompensée en 2022                                                                                          |
| Maison Alcée                            | Marque récompensée en 2023                                                                                          |
| Maurice Lacroix                         | Marque récompensée en 2008                                                                                          |
| Massena Lab                             | Marque récompensée en 2024 (collaboration avec Sylvain Pinaud)                                                      |
| MB&F                                    | Aiguille d'Or en 2022. Marque récompensée en 2010, 2012, 2016, 2019, 2021                                           |
| Ming                                    | Marque récompensée en 2019, 2024                                                                                    |
| Montblanc                               | Marque récompensée en 2011, 2016                                                                                    |
| Nomos Glashütte                         | Marque récompensée en 2018                                                                                          |
| Omega                                   | Marque récompensée en 2014                                                                                          |
| Otsuka Lotec                            | Marque récompensée en 2024                                                                                          |
| Panerai                                 | Marque récompensée en 2004                                                                                          |
| Parmigiani Fleurier                     | Marque récompensée en 2017, 2020, 2022                                                                              |
| Patek Philippe                          | Aiguille d'Or en 2002, 2003. Marque récompensée en 2004, 2005, 2006. Poinçon de Genève en 2001                      |
| Petermann Bédat                         | Marque récompensée en 2020, 2023                                                                                    |
| Piaget                                  | Aiguille d'Or en 2020. Marque récompensée en 2003, 2006, 2008, 2009, 2015, 2016, 2021, 2023, 2024                   |
| Raymond Weil                            | Marque récompensée en 2023                                                                                          |
| Remy Cools                              | Marque récompensée en 2024                                                                                          |
| Ressence                                | Marque récompensée en 2013                                                                                          |
| Richard Mille                           | Aiguille d'Or en 2007. Marque récompensée en 2009                                                                   |
| Roger Dubuis                            | Marque récompensée en 2006                                                                                          |
| Romain Gauthier                         | Marque récompensée en 2013                                                                                          |
| Seiko                                   | Marque récompensée en 2006, 2010, 2014, 2018, 2019, 2021                                                            |
| Simon Brette                            | Marque récompensée en 2023                                                                                          |
| Singer Remagined                        | Marque récompensée en 2018                                                                                          |
| Sylvain Pinaud                          | Marque récompensée en 2022, 2024 (collaboration avec Massena Lab)                                                   |
| TAG Heuer                               | Aiguille d'Or en 2012. Marque récompensée en 2002, 2004, 2005, 2006, 2008, 2010, 2011, 2016, 2022                   |
| Trilobe                                 | Marque récompensée en 2012                                                                                          |
| Tudor                                   | Marque récompensée en 2013, 2015, 2016, 2017, 2019, 2020, 2021, 2022, 2023                                          |
| Ulysse Nardin                           | Marque récompensée en 2015, 2017, 2023                                                                              |
| Urban Jürgensen & Sonner                | Marque récompensée en 2014                                                                                          |
| Urwerk                                  | Marque récompensée en 2011, 2014, 2019                                                                              |
| Vacheron Constantin                     | Aiguille d'Or en 2001, 2005. Marque récompensée en 2002, 2004, 2008, 2010, 2017, 2018, 2019, 2020                   |
| Van Cleef & Arpels                      | Marque récompensée en 2005, 2010, 2011, 2013, 2017, 2018, 2020, 2021, 2022, 2024                                    |
| Vianney Halter (Manufacture Janvier SA) | Marque récompensée en 2013                                                                                          |
| Voutilainen                             | Marque récompensée en 2007, 2013, 2014, 2015, 2017, 2019, 2020, 2023, 2024                                          |
| Zenith                                  | Marque récompensée en 2004, 2007, 2011, 2012, 2013, 2014, 2017, 2021                                                |

### Le Prix Spécial du Jury
Ce prix récompense une personnalité, une institution ou une initiative ayant joué un rôle fondamental pour la promotion de l'horlogerie de qualité. Il ne peut être attribué ni à une montre, ni à une horloge, ni à une marque en tant que telle. Ce prix est facultatif. Le Jury décide chaque année s'il a lieu d'être attribué.
| EDITION | PRIX SPECIAL DU JURY |
| ------- | --- |
| 2024    | Jean-Pierre Hagmann |
| 2023    | Svend Andersen et Vincent Calabrese                                                                                                |
| 2022    | François Junod |
| 2021    | Dubai Watch Week |
| 2020    | Antoine Simonin |
| 2019    | Luc Pettavino |
| 2018    | Jean-Claude Biver |
| 2017    | Suzanne Rohr et Anita Porchet |
| 2016    | The George Daniels Educational Trust                                                                                               |
| 2015    | Micke Pintus, Yannick Pintus, Jean-Luc Perrin. Les trois horlogers de Vacheron Constantin watchmakers qui ont créé la montre 57260 |
| 2014    | Walter Lange |
| 2013    | Philippe Dufour |
| 2012    | Société Suisse de Chronométrie |
| 2011    | Philippe Stern pour le Patek Philippe Museum                                                                                       |

## L'Académie du GPHG
L’Académie du Grand Prix d’Horlogerie de Genève est créée en 2020 dans un esprit fédérateur et sur la base des valeurs constitutives du GPHG : neutralité, indépendance, universalité.
Initiative d’ampleur, l’Académie invite les hommes et les femmes expérimentés qui croient en la communauté du destin de l’horlogerie à prendre part aux différentes étapes de la sélection des montres. Elle est composée de plusieurs centaines de membres (990 membres en 2024,), acteurs chevronnés et significatifs des principaux secteurs liés à la branche horlogère, répartis en collèges et formant un vaste réseau d’ambassadeurs dans le monde.
Les Académiciens ont la mission fondamentale de proposer les modèles de montres éligibles - ceci en parallèle aux inscriptions traditionnelles des marques - et de prendre part aux différents votes pour déterminer le palmarès. Les votes se font via une plateforme digitale sécurisée. Le premier vote détermine les 90 garde-temps présélectionnés, le second participe, au côté des 30 membres du Jury, au choix du palmarès.

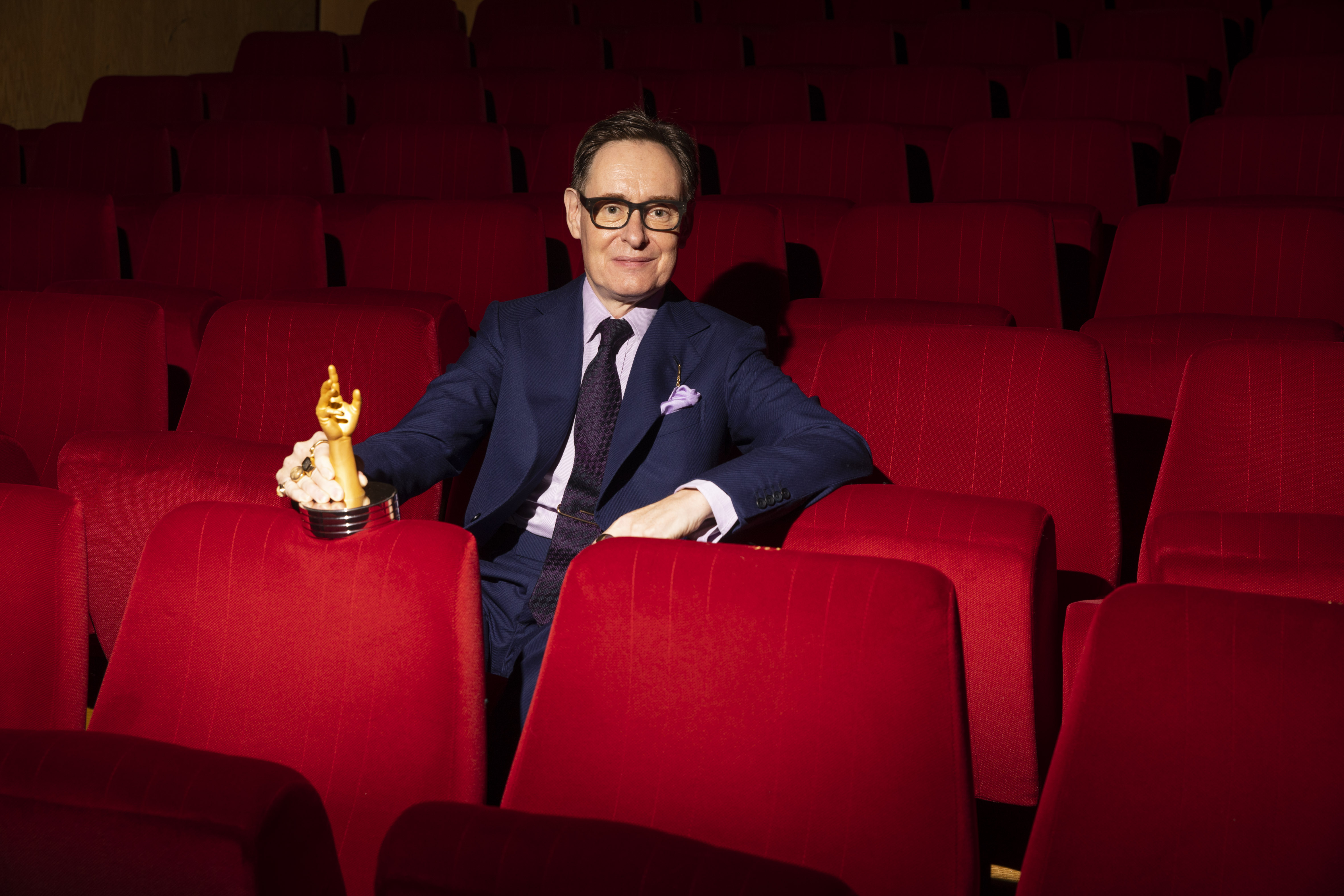
Nick Foulkes, Président du Jury 2023.

## Le Jury
Indépendant et international, le jury du GPHG, constitué chaque année, réunit l'expertise d'une trentaine de membres issus de l'Académie aux compétences variées. Quinze membres sont tirés au sort parmi les membres de l'Académie sous le contrôle d'un notaire, et quinze membres sont sélectionnés par la Fondation et le président du jury. Le Jury se réunit à huis clos à Genève, en présence de deux notaires, quelques jours avant la cérémonie de remise des prix, afin d’évaluer physiquement chacun des garde-temps présélectionnés et procéder au deuxième vote qui se déroule à bulletin secret.

## Le processus de sélection du GPHG
Le processus de sélection commence par un appel aux marques pour participer au GHPG. Après les inscriptions, le  choix des 90 montres (présélection officielle) est effectué par les membres de l'Académie, qui votent une première fois en ligne sur la plateforme dédiée.
Après la présélection vient l'étape du choix des lauréats, un Jury, composé de 30 membres, tous issus de l'Académie, se réunit sous le contrôle de deux notaires quelques jours avant la Cérémonie et vote à bulletin secret pour déterminé le palmarès, après avoir examiné physiquement toutes les pièces au concours.
Tous les autres membres de l'Académie votent également pour déterminer le palmarès représentant 30% du vote final (70% pour le Jury).

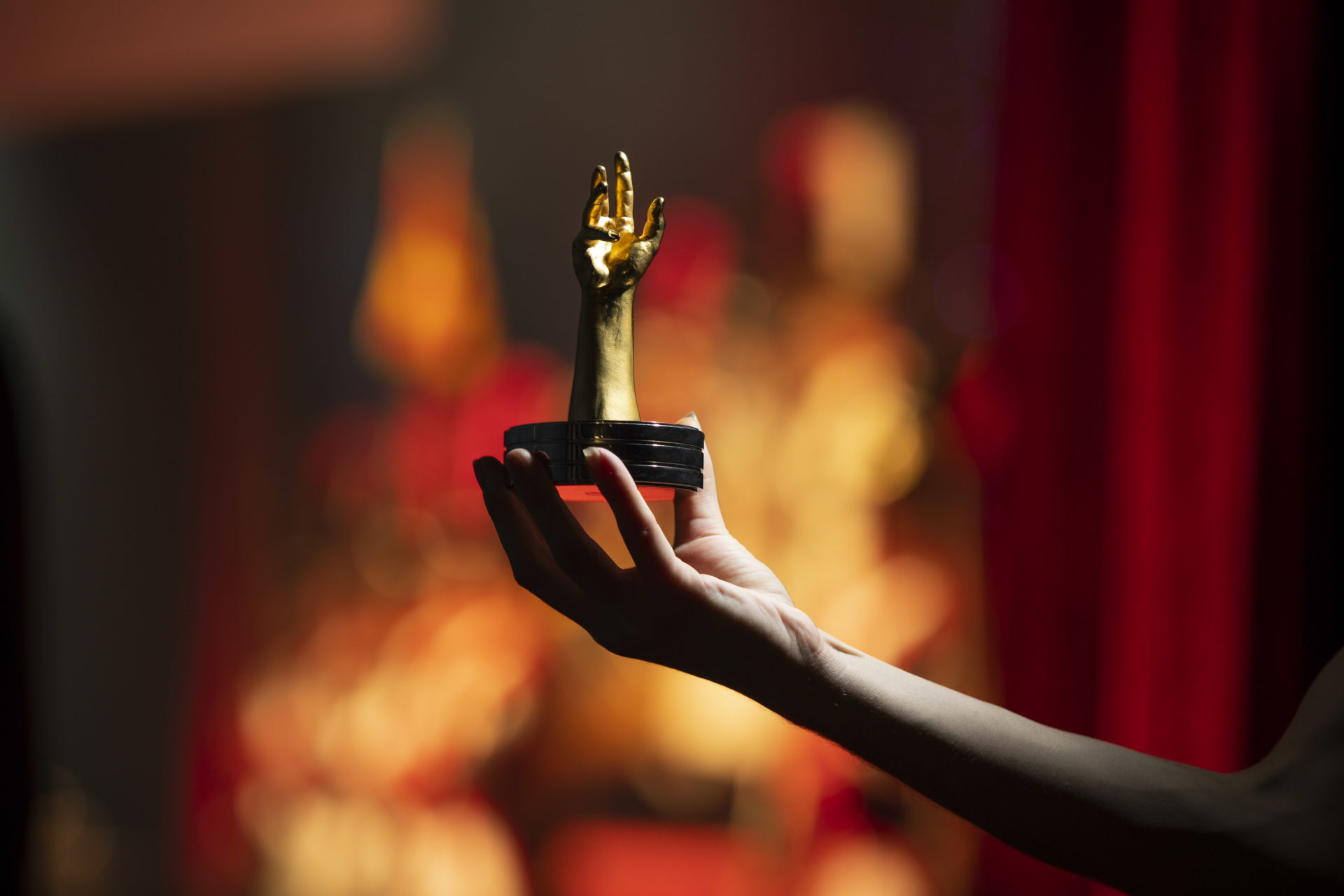
GPHG le Trophée

## Le trophée
Le trophée du Grand Prix d'Horlogerie de Genève a été créé par le graphiste et designer genevois Roger Pfund, qui a également dessiné notamment le passeport suisse et de nombreux billets de banque. La main est le symbole du savoir-faire et de la maîtrise, essentiels dans les métiers de l'horlogerie. Pour ce trophée, l'artiste s'est inspiré de la fresque de la chapelle Sixtine, peinte par Michel-Ange, où Dieu effleure la main tendue d'Adam pour lui donner la vie. il symbolise également la mémoire et la transmission du savoir. Les trophées remis aux lauréats des différents prix sont réalisés en bronze doré, par l'entreprise suisse TEC Groupswiss

## Règlement

### La participation
Le Grand Prix d'Horlogerie de Genève (GPHG) est ouvert à toutes les marques horlogères sans distinction de nationalité. Seules sont admises à participer, les garde-temps commercialisés après mars de l'année précédente et, au plus tard, avant la fin octobre de l'année en cours. Pour participer, les marques doivent remplir leur dossier de candidature en ligne. Elles peuvent présenter au concours une ou plusieurs montres (sept au maximum), de modèles variés, inscrites dans des catégories différentes.

### Les catégories
En 2024, les catégories sont les suivantes : Femme, Complication pour Femme, Homme, Complication pour Homme, Iconique, Tourbillon, Calendrier et Astronomie, Exception Mécanique, Chronographe, Sport, Joaillerie, Métiers d'Art, Petite Aiguille, Challenge, Time Only

### Les récompenses
En 2024, le jury a décerné les prix suivants : 
- Grand Prix de l'Aiguille d'Or : ce prix récompense le meilleur garde-temps toutes catégories confondues, jugé également le plus représentatif de l'industrie horlogère. Il s'agit de la distinction la plus prestigieuse.
- Prix de la Montre Dame : ce prix récompense la meilleure montre concourant dans la catégorie Dame.
- Prix de la Montre Complication pour Dame : ce prix récompense la meilleure montre concourant dans la catégorie Complication pour Dame
- Prix de la Montre Homme : ce prix récompense la meilleure montre concourant dans la catégorie Montre Homme
- Prix de la Montre Complication pour Homme : ce prix récompense la meilleure montre concourant dans la catégorie Complication pour Homme
- Prix de la Montre Iconique : ce prix récompense la meilleure montre concourant dans la catégorie Iconique
- Prix de la Montre Tourbillon : ce prix récompense la meilleure montre concourant dans la catégorie Tourbillon
- Prix de la Montre Calendrier et Astronomie : ce prix récompense la meilleure montre concourant dans la catégorie Calendrier et Astronomie
- Prix de la Montre Exception Mécanique : ce prix récompense la meilleure montre concourant dans la catégorie Exception Mécanique
- Prix de la Montre Chronographe : ce prix récompense la meilleure montre concourant dans la catégorie Chronographe
- Prix de la Montre Sport : ce prix récompense la meilleure montre concourant dans la catégorie Sport
- Prix de la Montre Joaillerie : ce prix récompense la meilleure montre concourant dans la catégorie Joaillerie
- Prix de la Montre Métiers d'Art : ce prix récompense la meilleure montre concourant dans la catégorie Métiers d'Art
- Prix de la Montre Petite Aiguille : ce prix récompense la meilleure montre concourant dans la catégorie Petite Aiguille
- Prix de la Montre Challenge : ce prix récompense la meilleure montre concourant dans la catégorie Challenge
- Prix de Time Only: ce prix récompense le meilleur garde-temps concourant dans la catégorie Time Only
- Prix de l'Innovation : ce prix récompense la meilleure montre, présentée dans une des quatorze catégories, qui propose une vision innovante de la mesure du temps (au niveau de la technique, du design, de l'affichage, des matériaux, etc.) et ouvre de nouvelles voies de développement pour l'art horloger. Ce prix est facultatif, le jury décidera s'il a lieu d'être attribué.
- Prix de l'Audace : ce prix récompense la meilleure montre, présentée dans une des quatorze catégories, qui propose une approche non conformiste et décalée de l'horlogerie. Il est un encouragement à l'audace créative.
- Prix Révélation Horlogère : ce prix récompense une montre, créée par une jeune marque (moins de dix ans d'existence depuis la commercialisation de sa première pièce), et présentée dans une des quatorze catégories. Il peut également récompenser la réalisation mécanique d'un jeune talent dans le cas où aucune des montres en compétition ne serait qualifiée pour recevoir ce prix.
- Prix de la Chronométrie : ce prix récompense le meilleur garde-temps en compétition se distinguant par des performances chronométriques remarquables (échappement spécial ou dispositif de régulation particulier) et officiellement certifiée (norme ISO 3159) par un organisme de contrôle tel que COSC, TIMELAB, l'Observatoire de Besançon, etc.
- Prix Spécial du Jury : ce prix récompense une personnalité, une institution ou une initiative ayant joué un rôle fondamental pour la promotion l'horlogerie de qualité. Il ne peut être attribué ni à une montre, ni à une marque en tant que telle.

## Rayonnement en Suisse et à l’international: des expositions dans le monde entier
Le GPHG célèbre chaque année la vitalité, la créativité et l’excellence horlogère aux quatre coins du monde, le temps d’une exposition itinérante présentant les 84 montres de la présélection officielle.
Cette série d’expositions permet à un public suisse et international hétérogène de découvrir et d’admirer les montres les plus intéressantes produites dans l’année, garde-temps exceptionnels, parfois uniques, réunis spécialement pour ces occasions et de partager des moments de culture horlogère, accompagnés par des experts.
Les différents événements - cocktails, dîners, visites privées et conférences - organisés autour de ces expositions offrent, tant aux marques horlogères qu’aux partenaires du GPHG, une forte visibilité évènementielle sur des marchés d’importance.

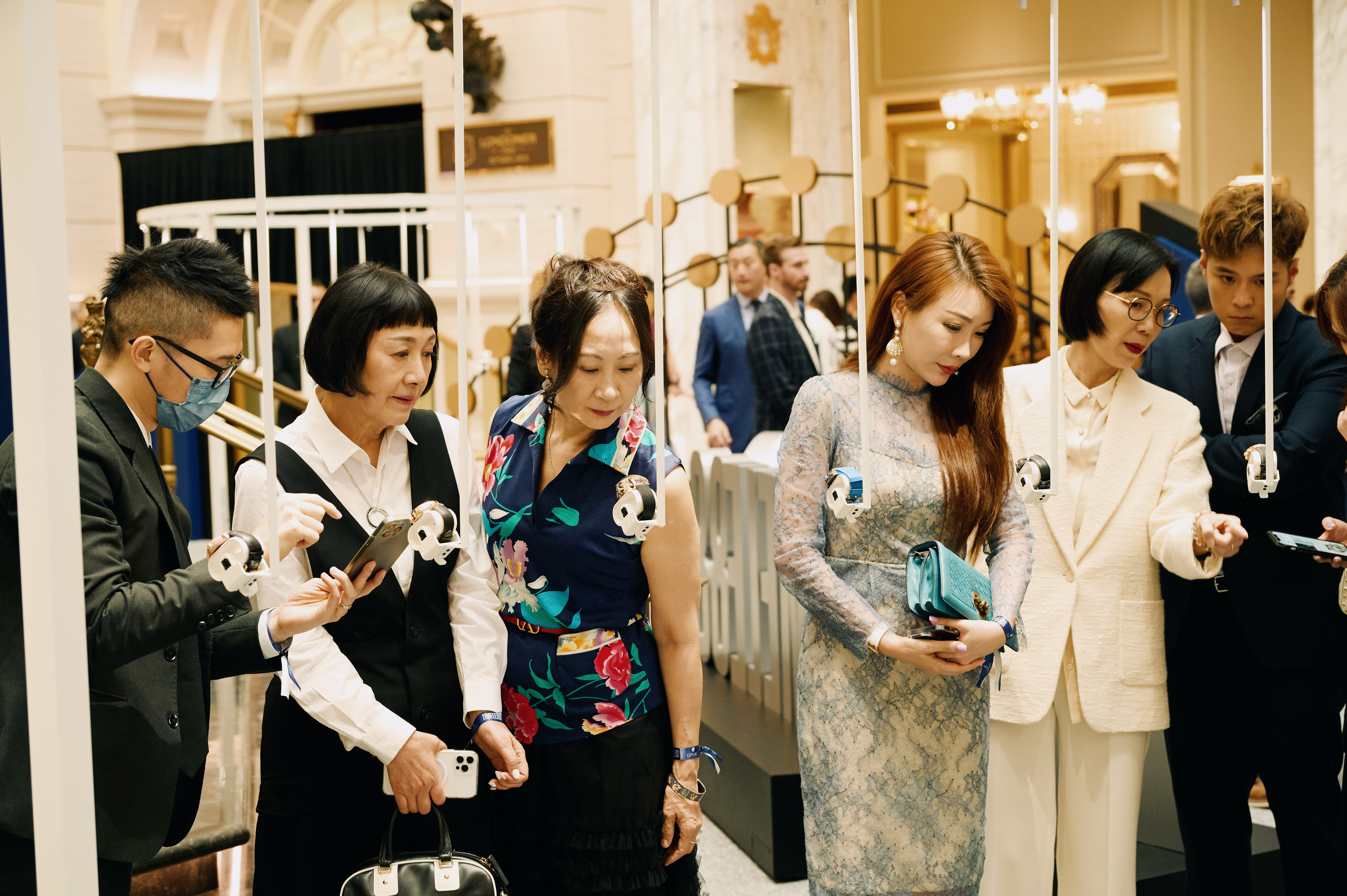
2023 Exposition du GPHG à Macao.

Depuis 2011, cette exposition itinérante s’est rendue notamment à: Bangkok, Beijing, Berne, Casablanca, Dubaï, Genève, Kuala Lumpur, Ho Chi Minh City, Hong Kong, La Chaux-de-Fonds, Macao, Mexico, Milan, New Dehli, New York, Puebla, Rome, Saint-Pétersbourg, Séoul, Shanghai, Singapour, Sydney, Taipei, Venise et Zurich. En outre, les montres lauréates ont été mises à l’honneur après la cérémonie de remise des prix à l’occasion d’expositions organisées à Bucharest, Dubaï, Londres, Moscou, New York, Paris, Singapour, Vienne et Zurich.

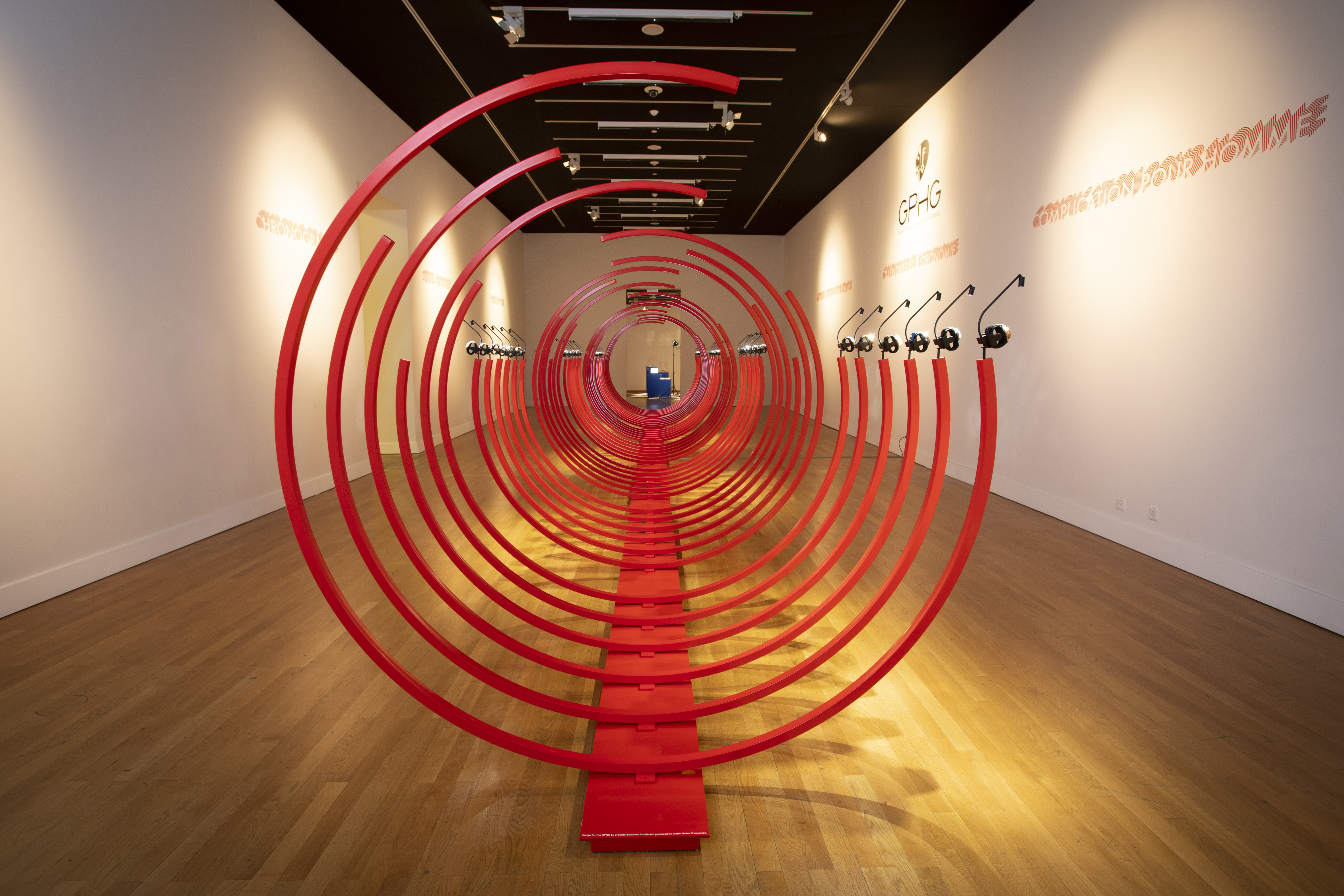
GPHG Exposition Genève 2023.

## L'exposition de Genève au Musée Rath
L'exposition annuelle au Musée Rath de Genève est un moment fort du calendrier culturel et horloger de la Ville de Genève. Les 90 garde-temps présélectionnés par l'Académie du GPHG y sont présentés dans une scénographie audacieuse, imaginée pour le GPHG par le Studio preorder&soldout et réalisée par Dietlin Swiss Showcases, à la hauteur du prestige de ce rendez-vous incontournable.
Par ailleurs, un programme de médiation culturelle est proposé aux très nombreux visiteurs et écoles : ateliers d'initiation à l'horlogerie (animés par l'École d'Horlogerie de Genève), visites guidées de l'exposition par des experts, conférences, animations interactives pour les jeunes. Cette manifestation culturelle offre, en partenariat avec le Musée d'Art et d'Histoire (MAH). une expérience panoramique et éducative sur l'art horloger qui touche un large public.

## Les partenaires du GPHG
Le GPHG est une fondation de droit suisse à but non lucratif. Elle ne reçoit aucun soutien financier des marques horlogères pour des raisons de neutralité (en dehors des frais d'inscription et de participation). Les partenaires ont donc un rôle essentiel à jouer et contribuent pleinement à promouvoir l'excellence de l'industrie horlogère et les valeurs qu'elles véhiculent en Suisse et dans le monde.
« Les Amis du GPHG » se compose d'entreprises, d'institutions ou de particuliers qui soutiennent la Fondation et qui souhaitent manifester leur attachement à l’identité, aux valeurs et aux projets de développement qu’elle porte.

### Membres fondateurs de la Fondation
- La République et Canton de Genève
- La Ville de Genève
- Le Musée international d'horlogerie de La Chaux-de-Fonds (MIH)
- La Fondation TIMELAB

Les membres fondateurs sont représentés au sein du conseil de Fondation qui est présidé depuis 2018 par Raymond Loretan.